# Kriegerdenkmal Schönwalde
Das Kriegerdenkmal Schönwalde ist ein denkmalgeschütztes Kriegerdenkmal im Ortsteil Schönwalde der Stadt Tangerhütte in Sachsen-Anhalt. Im örtlichen Denkmalverzeichnis ist es unter der Erfassungsnummer 094 71477 als Baudenkmal verzeichnet.

## Allgemeines
Das Kriegerdenkmal in Schönwalde befindet sich an der Schönwalder Dorfstraße in der Nähe der Kirche. Das ursprüngliche Kriegerdenkmal wurde für die gefallenen Soldaten des Ersten Weltkriegs errichtet. Es handelt sich dabei um eine Stele, die von einem Adler gekrönt wird und an der eine Gedenktafel angebracht ist. Für die gefallenen Soldaten des Zweiten Weltkriegs wurde später daneben ein Gedenkstein, gekrönt von einem Eisernen Kreuz, errichtet.

## Inschrift

### Erster Weltkrieg
Unseren im Weltkrieg gefallenen Helden aus Dankbarkeit gewidmet: Die Gemeinde Schönewalde (es folgen die Namen der Gefallenen)

### Zweiter Weltkrieg
Zum Gedenken der Opfer des 2. Weltkrieges 1939 – 1945